# Isidro de Atondo y Antillón
Isidro de Atondo y Antillón (Valtierra, Reino de Navarra, c. 3 de diciembre de 1639 – Oaxaca, 29 de noviembre de 1691) fue un militar, explorador, gobernador y almirante español que participó en la exploración y conquista de la Península de Baja California que viajó junto al jesuita Eusebio Francisco Kino, a esas tierras en 1683.

## Biografía
Natural de Valtierra, entonces Reino de Navarra era de familia hidalga siendo sus padres son Luis de Atondo y Antillón y su segunda esposa Agustina de Aibar, también naturales de Valtierra. Su padre se casó primeramente con Isabel del Busto con quien tuvo un hijo del mismo nombre que su padre y que se casó en Arguedas con Martina de Escudero. De su segundo matrimonio nacieron tres hijos (Antonio, Isidro y Raimundo) y tres hijas (Juana, Jacinta y Josefa). Jacinta llegaría a ser abadesa del Convento de Santa Catalina, en Zaragoza.
Sus abuelos paternos fueron Luis de Atondo, de Valtierra, y Juana de Antillón, de Cascante, mientras que sus abuelos maternos fueron Jerónimo de Aibar Baylo, de Valtierra, e Isabel Illera, de Ejea de los Caballeros (Aragón). Aunque no hay más detalle de ellos.
Isidro casó con Mariana Sariñana.

## Carrera militar
En agosto de 1658 se dio de alta en el ejército de Galicia. Participó en varias batallas cuando se sublevaron Aragón, Cataluña, Navarra y Portugal. Posteriormente se alistó en el ejército español y en 1663 estuvo en la flota del Duque de Veragua.

### La Nueva España
Acompañó a su amigo y protector Pedro Nuño Colón de Portugal y Castro, duque de Veragua, hasta América en 1669, cuando el duque fue nombrado virrey de la Nueva España. En 1676 Isidro de Atondo fue nombrado por su protector y amigo, gobernador de Sinaloa, en 1679 el virrey lo nombró almirante de Las Californias, en noviembre de ese año empezó a construir Atondo un astillero en Guasave, Sinaloa (México).

### En California
El 17 de enero de 1683 emprendió la expedición que lo llevaría a la historia, fue Almirante o jefe de escuadra de los navíos que llevaron a los padres misioneros fundadores de Las Californias, además de jefe militar de la expedición destinada a colonizar la california con el padre Matías Goñi a bordo de la nave capitana La Concepción, al mando de Blas de Guzmán, iba también a bordo del navío San José el Padre Kino, la expedición a la península duró hasta octubre de 1685 y regresaron al continente porque no lograron establecer una misión sustentable.

### Caballero de Santiago
En 1688 viajó Isidro de Atondo a Oaxaca al servicio del tío de su mujer, el obispo de Oaxaca Isidro Sariñana y Cuenca. Ese año solicitó el 23 de diciembre ingresar a la Orden de Santiago recibiendo al año siguiente la Orden. Esas son las últimas noticias que se tienen de él.

## Epílogo
En la historia de Las Californias siempre estará presente el almirante Atondo, fue él quien junto con el padre misionero Eusebio Francisco Kino y los también frailes misioneros Matías Goñi y Juan Bautista Copart establecieron la Misión de San Bruno, primera misión establecida en Las Californias. Se ignora el año de su muerte y el lugar en el que fue sepultado.